# Clóvis Nori
Clóvis Nori (São Paulo, 17 de novembro de 1929 — São Paulo, 16 de julho de 2001), ou simplesmente Clóvis, foi um zagueiro do futebol brasileiro.
Clóvis é pai da cantora, compositora e escritora brasileira Klébi Nori.

## Carreira
Filho de Duvílio e Julieta Nori, Clóvis nasceu no bairro do Bom Retiro e começou a sua carreira profissional no extinto Comercial FC da capital.
Transferiu-se para o Corinthians em 1953, clube pelo qual jogou em 33 partidas e onde foi campeão do histórico Campeonato Paulista do IV Centenário da Cidade de São Paulo.
Posteriormente foi emprestado para o São Bento até ir para o tradicional Juventus-SP, onde é tido como o maior ídolo da história do clube. Clóvis jogou no time da Mooca de 1957 a 1968 onde encerrou a carreira como futebolista. Em 1968, ao encerrar a carreira, Clóvis começou a treinar as categorias de base do próprio Juventus-SP e depois tornou-se técnico interino do time profissional.
Em agosto de 1994, foi inaugurado um busto em sua homenagem no estádio Conde Rodolfo Crespi, na rua Javari. Clóvis Nori é (até então) o único atleta Juventino a receber tamanha honraria.

## Títulos
Corinthians
- Campeonato Paulista: 1954